# Anișoara Cușmir-Stanciu
Anișoara Cușmir-Stanciu (Brăila, Rumania. 28 de junio de 1962) es una atleta rumana retirada, especializada en la prueba de salto de longitud en la que llegó a ser subcampeona mundial en 1983 y campeona olímpica en 1984.
Plusmarquista mundial con una marca de 7 metros y 43 centímetros obtenida en 1983 en Bucarest, no pudo sin embargo conseguir el oro en el Campeonato Mundial de ese año al ser derrotada por Heike Drechsler.
En 1984 representó a su país en los Juegos Olímpicos de Los Ángeles 1984 obteniendo la medalla de oro en salto de longitud con una marca de 6 metros y 96 centímetros.

## Palmarés
- Juegos Olímpicos de verano
  - Medalla de oro en los Juegos Olímpicos de Los Ángeles 1984.

- Campeonato del Mundo de Atletismo
  - Medalla de oro en los Campeonatos de 1983 celebrados en Helsinki.